# Katrin Heß
Katrin Heß (Aquisgrana, 26 giugno 1985) è un'attrice televisiva, doppiatrice e modella tedesca.

## Biografia
Ha studiato recitazione a Colonia completando un corso di due anni presso l'Arturo Schauspielschule per poi prendere parte ad alcuni spettacoli teatrali sempre nella stessa città. Tra febbraio 2008 e settembre 2009 ha recitato nella soap opera tedesca Verbotene Liebe, nel ruolo di Judith Hagendorf. Sempre nel 2008 ha lavorato in alcuni episodi di Chiamata d'emergenza, una serie che narra la storia di un gruppo di pompieri in onda su RTL. Sempre per RTL da marzo 2011 interpreta, nella serie televisiva Squadra Speciale Cobra 11, il ruolo di Jenny Dorn. Nel video della canzone Ain't Got You, scritta e cantata da Tom Beck, che viene utilizzata nella puntata La principessa, Katrin appare come coprotagonista.

### Vita privata
Katrin Heß, dal 2015, è vegana. Sostiene pubblicamente uno stile di vita vegano: "Per me essere vegana non è una tendenza, ma una decisione consapevole per amore per me e per gli animali. Da quando ho smesso di mangiare prodotti di origine animale, percepisco ciò che mi circonda in modo completamente diverso. Ho capito che non solo i cani ma anche le mucche o i maiali sono individui senzienti. Vederli come "animali da fattoria" è inconcepibile per me. Ogni animale ha diritto a una vita felice e sicura."

## Filmografia

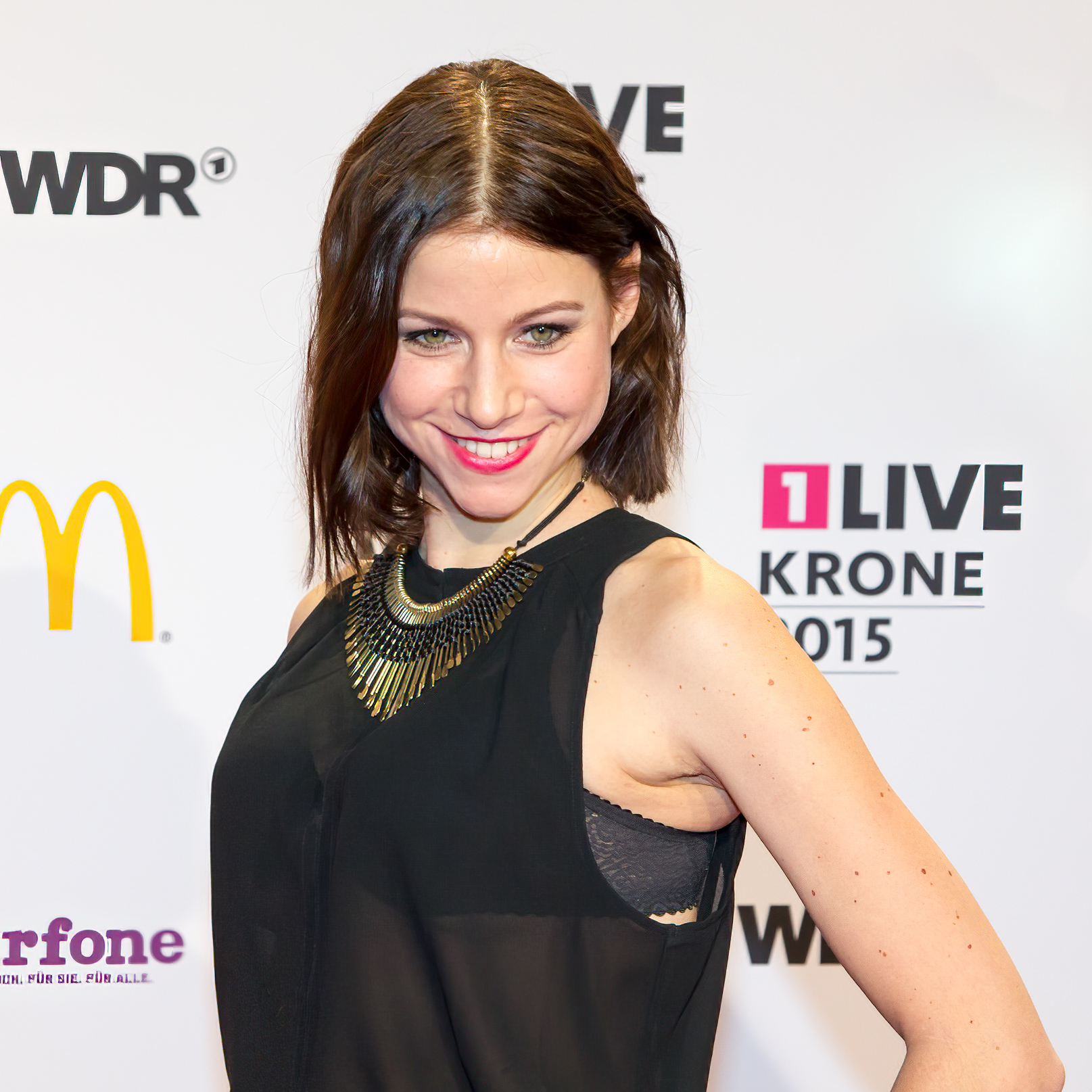
Katrin Heß nel 2015

- Chiamata d'emergenza (112 - Sie retten dein Leben) – serie TV, episodio 1x74 (2008)
- Verbotene Liebe – serie TV, 226 episodi (2008-2009)
- Squadra Speciale Cobra 11 (Alarm für Cobra 11 - Die Autobahnpolizei) – serie TV, 130 episodi (2011-2019) – Jenny Dorn
- Alles Bestens, regia di Christian Theede – film TV (2011)
- Squadra Speciale Colonia (SOKO Köln) – serie TV, episodi 08x05-12x21 (2011-2016)
- Countdown (Countdown - Die Jagd beginnt) – serie TV, episodio 3x5 (2011)
- Danni Lowinski – serie TV, episodio 3x11 (2012)
- Die Garmisch-Cops – serie TV, 18 episodi (2012-2014)
- Herzensbrecher - Vater von vier Söhnen – serie TV, 22 episodi (2014-2016)
- La nave dei sogni (Das Traumschiff) – serie TV, episodio 1x72 (2014)
- Il commissario Dupin (Kommissar Dupin) – serie TV, episodio 1x01 (2014)
- Einstein, regia di Thomas Jahn – film TV (2015)
- Meuchelbeck – serie TV, 7 episodi (2015-2019)
- Il commissario Heldt (Heldt) – serie TV, episodio 4x10 (2016)
- Hubert ohne Staller – serie TV, episodio 6x13 (2017)
- Der Bergdoktor – serie TV, episodio 11x06 (2018)
- Frühling – serie TV, episodio 1x16 (2018)
- Morden im Norden – serie TV, episodio 5x14 (2018)
- Inga Lindström - Auf der Suche nach Dir, regia di Oliver Dieckmann – film TV (2019)
- Medici in corsia (In aller Freundschaft - Die jungen Ärzte) – serie TV, episodio 5x13 (2019)
- Die Bergretter – serie TV, episodio 11x2 (2019)

## Doppiaggio
- Natsuki Shinohara in Summer Wars
- Paninya in Fullmetal Alchemist: Brotherhood
- Kashino in Blue Exorcist
- Tamla Kari in Silk
- Amy McAllister ne L'amore e la vita - Call the Midwife
- Aladdin in Magi: The Labyrinth of Magic
- Ruri Miyamoto in Nisekoi - False Love
- Ciri in The Witcher 3: Wild Hunt
- Heather Foote in Cowboys vs. Dinosaurs
- Estia in DanMachi
- Yukari Akiyama in Girls und Panzer
- Vivian Oparah in Class

## Doppiatrici italiane
Nelle versioni in italiano delle opere in cui ha recitato, Katrin Heß è stata doppiata da:
- Benedetta Ponticelli in Squadra Speciale Cobra 11 (episodi 15x10-16x06, 16x08)
- Francesca Manicone in Squadra Speciale Cobra 11 (episodi 16x07, 16x10-22x12, 23x01-24x10)